# 玛丽埃塔·布劳
玛丽埃塔·布劳（德語：Marietta Blau，1894年4月29日—1970年1月27日）是一位奥地利女物理学家，在维也纳大学获得物理学和数学学位，从事高能粒子物理學研究。